# Dan Maskell
Dan Maskell, född 11 april 1908 London England, död 10 december 1992 var en brittisk tennisspelare och tenniskommentator för BBC, kallad "the voice of Wimbledon". Dan Maskell upptogs 1996 i International Tennis Hall of Fame.

## Tenniskarriären
Dan Maskell började sin tenniskarriär som bollpojke vid Queens Club i London där han från 1923 sedan arbetade som professionell tennistränare . Från 1929 var han tränare i the All England Lawn Tennis & Croquet Club i Wimbledon.
Dan Maskell var en mycket skicklig tennisspelare, men fick på grund av sitt arbete som tränare inte delta i de stora amatörtävlingarna (Grand Slam-turneringarna). Däremot vann han vann under perioderna 1928-36, 1938-39 och 1946-53 sexton gånger singeltiteln i de brittiska professionella tennismästerskapen. År 1931 nådde han kvartsfinalen i US Pro som han dock förlorade mot Howard Kinsey.
Maskell var tränare för det brittiska Davis Cup-laget 1933 och 1936. 

## TV-kommentatorn Maskell
Från 1951 fungerade Maskell som tenniskommentator för BBC och blev som sådan känd framförallt för sina referat från Wimbledonmästerskapen. Han refererade fram till 1991 de flesta finalerna i turneringen. Han kallades "the voice of Wimbledon". Som kommentator var han mästerlig, alltid eftertänksam och sparsam med orden. I kritiska lägen i matcherna kunde han utropa "Oh, I say!" som talande kommentar till skeendet på banan. När han kommenterade Wimbledonfinalen mellan Björn Borg och John McEnroe 1980, kunde man bland publiken se plakat med budskapet "Dan Maskell for PM" (på svenska "Dan Maskell som premiärminister"), vilket kan tas som intäkt på hans popularitet. 
År 1982 fick han utmärkelsen CBE (Commander of the British Empire) för sina insatser för tennis. 
The Dan Maskell Tennis Trust (ursprungligen the Dan Maskell Fund) inrättades 1997 av brittiska tennisförbundet för att ge ekonomiska medel för att göra det möjligt för rörelsehindrade att spela tennis. 